# Filip Kiss
Filip Kiss (Dunajská Streda, 13 de octubre de 1990) es un futbolista eslovaco que juega de mediocampista y su equipo es el Al Urooba Club de la UAE Pro League.

## Selección nacional
Ha sido internacional con la selección de Eslovaquia en las categorías sub-19, sub-21 y absoluta, con la que ha disputado 13 partidos.

## Clubes
| Club                    | País                   | Año       |
| ----------------------- | ---------------------- | --------- |
| F. K. Inter Bratislava  | Eslovaquia             | 2008-2009 |
| M. F. K. Petržalka      | Eslovaquia             | 2009-2010 |
| Š. K. Slovan Bratislava | Eslovaquia             | 2010-2011 |
| Cardiff City F. C.      | Gales                  | 2011-2014 |
| Ross County F. C.       | Escocia                | 2014-2015 |
| F. K. Haugesund         | Noruega                | 2015-2017 |
| Al-Ettifaq              | Arabia Saudita         | 2017-2022 |
| Al-Ittihad Kalba S. C.  | Emiratos Árabes Unidos | 2022-     |
| Al Urooba Club (cedido) | Emiratos Árabes Unidos | 2025-     |

## Palmarés

### Campeonatos nacionales
| Título                       | Club                    | País       | Año  |
| ---------------------------- | ----------------------- | ---------- | ---- |
| Superliga de Eslovaquia      | Š. K. Slovan Bratislava | Eslovaquia | 2011 |
| Copa de Eslovaquia           | Š. K. Slovan Bratislava | Eslovaquia | 2011 |
| Football League Championship | Cardiff City F. C.      | Inglaterra | 2013 |